# Phaea vitticollis
Phaea vitticollis är en skalbaggsart som beskrevs av Bates 1872. Phaea vitticollis ingår i släktet Phaea och familjen långhorningar. Inga underarter finns listade i Catalogue of Life.